# Ex convictos
Ex convictos (Breakout Kings en inglés) es una serie de drama de la televisión estadounidense creada por Nick Santora y Matt Olmstead, que se transmite en el A&E Network. El estreno de la serie fue el 6 de marzo de 2011, y determinó sacar una segunda temporada de 10 episodios 6 de julio de 2011, que se estrenó el 4 de marzo de 2012. El final de la segunda temporada se emitió el 29 de abril de 2012. A&E canceló la serie el 17 de mayo de 2012 en la segunda temporada.

## Trama
Con el fin de atrapar a criminales fugitivos, un escuadrón de Alguaciles de EE. UU. (en inglés Marshals) hace un trato especial con varios prisioneros. Si están de acuerdo para ayudar, sus penas se reducen en un mes por cada fugitivo que atrapan, y ellos serán trasladados a un centro de baja seguridad. Sin embargo, si alguno de ellos tratan de escapar, todos ellos serán devueltos a sus cárceles originales, y sus sentencias se duplicarán.

## Personajes
- Ray Zancanelli (interpretado por Domenick Lombardozzi), un ex alguacil Adjunto de Estados Unidos que perdió su trabajo tras ser declarado culpable de robar dinero de la escena del crimen para comprar un coche a su hija. Esta información se mantuvo inicialmente en secreto a los otros reclusos hasta que Shea (ver más abajo) escuchó a Charlie hablar con Ray. Él parece ser capaz de relacionarse mejor con los presos que Charlie porque él ha estado en una posición similar a la de ellos. Ray está en libertad condicional durante toda la temporada uno, viviendo en un centro de reintegración social,[4] y ha sido nombrado alguacil especial adjunto de Estados Unidos. Como tal, se le permite llevar un arma, a diferencia de los condenados.

- Agente Charlie DuChamp (interpretado por Laz Alonso) se encarga de análisis del perfil criminal, es el superior de Ray. Es un alguacil Adjunto de Estados Unidos y jefe del grupo. Él vino desde el Departamento de Análisis del Programa Penal y fue asignado a un trabajo de escritorio durante seis años a causa de un defecto congénito del corazón. Él estaba bajo una gran presión para producir resultados, ya que cualquier fallo en el grupo de trabajo podría haber llevado a su ser colocado permanentemente en el trabajo de escritorio. Charlie fue asesinado en acción por el fugitivo Font Leroy Damien en el estreno de la segunda temporada.

- Fritz Gunderson ((interpretado por Brock Johnson), cazador de caza mayor, furtivo. Fue uno de los cuatro convictos iniciales y ex fugitivos elegidos por Ray Zancanelli para ayudar a atrapar a otros fugitivos, utilizando su experiencia como delincuentes para hacerlo. Pero cuando intentó escapar usando un cuchillo, lo bañó mientras ellos paraban a almorzar en un restaurante y lo enviaron de regreso a la Instalación Correccional de Coxsackie con su sentencia duplicada. Regresó en el episodio Off the Beaten Path para ayudar al equipo a encontrar a un loco y loco en las Adirondacks, un lugar que conocía. Sin embargo, solo los lleva al sendero cuando Erica dice que pueden continuar sin su ayuda, ya que una vez siguió a un hombre aquí. Fritz está atado a la camioneta y al final del episodio, es enviado de regreso a Coxsackie con un plato de costillas, una caja de cerveza y una revista Hustler.

- Shea Daniels (interpretado por Malcolm Goodwin), empresario. Un antiguo líder de una banda criminal, cuyos negocios (tráfico de drogas, tráfico de armas, etc) cubrió la mayor parte de los Estados Unidos. Su experiencia y "sabiduría de la calle", le permiten ofrecer un conocimiento práctico de cómo piensan y se mueven los prófugos. En un principio se le ocurrió el nombre de "Reyes Breakout" para el grupo de trabajo y diseñó un logotipo de la pintada al estilo de la misma.

- Philomena "Philly" Rotchliffer (interpretada por Nicole Steinwedell), Mis Idaho 2001, estafadora. Fue una de las cuatro convictas iniciales y exfugaces elegidas por Ray Zancanelli para ayudar a atrapar a otros fugitivos, utilizando su experiencia como delincuentes para hacerlo. Pero la enviaron de regreso a la Institución Correccional de Muncy con la pena de prisión duplicada cuando accedió a sus cuentas bancarias en Dinamarca para financiar un plan de escape.

- Dr. Lloyd Lowery (interpretado por Jimmi Simpson), ex niño prodigio, conductista, profesor titular, ludópata. Es el genio del equipo, fue encarcelado por asesinato involuntario ya que al vender prescripciones médicas una joven murió de sobredosis; él se encarga de dar un perfil psicológico del fugitivo que en mucho de los casos es la clave del éxito. En la segunda temporada se topa con un fugitivo que fue paciente suyo que le hace la vida imposible tratando de volverlo loco.

- Julianne Simms (interpretada por Brooke Nevin) es un miembro del grupo creado por los alguaciles Zancanelli y DuChamp. Ella es una civil que, a su mismo, es la asistente técnica del grupo. Julianne ocupó el primer lugar en su clase en el Centro de Formación de la Ley Federal en Glynco antes de su trastorno de ansiedad social, ataques de pánico, depresión y otras dolencias que habían descarrilado su carrera. Durante su niñez ella permanecía día y noche en el sótano de su casa, dedicándose a vender teléfonos móviles, lo que le marcó un problema por el resto de su vida ya que no podía interactuar con nadie.

- Erica Reed (interpretada por Serinda Swan) fue una cazarrecompensas  y una experta rastreadora. Ella fue criada por su padre, quien al igual era una cazarrecompensas. Su padre fue torturado y asesinado en represalia por la captura de un miembro de la pandilla, y Erica persiguió y asesinó a cinco de las seis personas involucradas en el asesinato. Apenas a sus 20 años de edad, ella mató a sus víctimas y escondió sus cuerpos de forma tan impecable que fue condenada solo por cargos de armas. Ella tiene una hija que actualmente reside con el padre de la niña, pero ella tiene poco o ningún contacto con ella, a pesar de su deseo de estar más involucrada con ella. El asesinato de su padre y la pérdida de su hija le causa un gran dolor e ira. En la segunda temporada, que muestra interés romántico con su vecino Pete Gillies, que trabaja en el segundo piso del su edificio; ella incluso tuvo relaciones sexuales con él, sin que el equipo lo supiera.

## Emisión internacional
| País         | Canal                  | Referencias |
| ------------ | ---------------------- | ----------- |
| Australia    | One HD                 | [ 5 ]       |
| Canadá       | CHCH                   | [ 6 ]       |
| Finlandia    | Sub                    | [ 7 ]       |
| India        | STAR World India       | [ 8 ]       |
| Japón        | Fox (Japan)            | [ 9 ]       |
| México       | Azteca 7               | [ 10 ]      |
| Países Bajos | RTL Crime              | [ 11 ]      |
| Noruega      | TV 2 Zebra             | [ 12 ]      |
| Polonia      | Fox (Poland)           | [ 13 ]      |
| Portugal     | Fox (Portugal)         | [ 14 ]      |
| Eslovaquia   | TV JOJ                 | [ 15 ]      |
| España       | FOX Crime (España)     | [ 16 ]      |
| Turquía      | Fox Crime              | [ 17 ]      |
| Reino Unido  | Universal Channel (UK) | [ 18 ]      |